# Tharrhalea fusca
Tharrhalea fusca är en spindelart som först beskrevs av Tord Tamerlan Teodor Thorell 1877.  Tharrhalea fusca ingår i släktet Tharrhalea och familjen krabbspindlar.
Artens utbredningsområde är Sulawesi. Inga underarter finns listade i Catalogue of Life.